# 公理会灯市口教堂

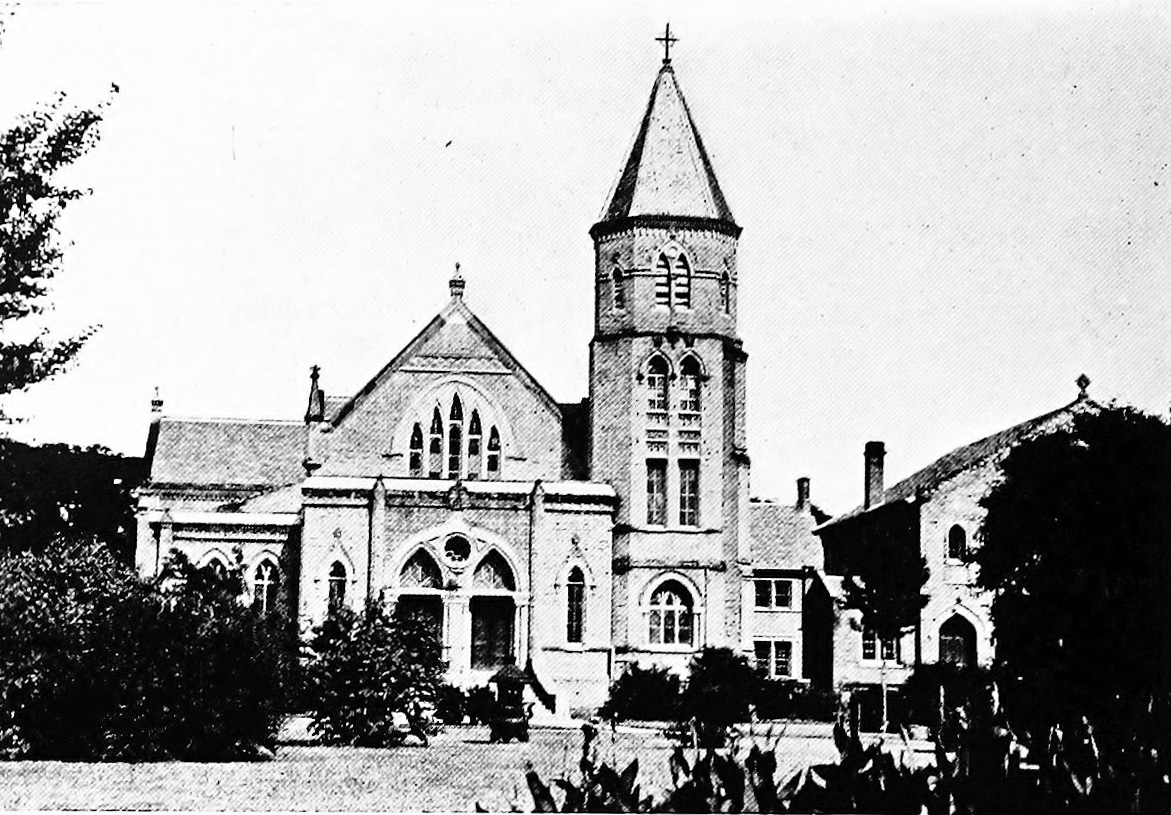
约1917年至1919年间的灯市口教堂。最右侧被树挡住的建筑是贝满女中的贝氏楼

公理会灯市口教堂，位于北京市东城区灯市口大街北侧，曾是北京最大的新教教堂。

## 历史
1864年，美国公理会传教士白汉理（柏亨利，Henry Blodget）进入北京，1873年在灯市口油房胡同（1965年改称灯市口北巷）建立教堂，可容纳200人，为公理会的华北总部。
1900年义和团运动中，教堂被义和团焚毁。1902年，梅子明利用清政府庚子赔款，在灯市口大街的中段重建教堂。1904年10月8日，新的灯市口公理会教堂竣工，举行献堂典礼。这是北京最大的基督教堂。教堂两侧分别开设有育英中学、贝满女中。公理会教会建筑群当时几乎占据了整条灯市口大街。
1949年之后，灯市口教堂宣布脱离公理会差会，人数也有所下降。1954年3月28日至4月2日，全国基督教三自革新运动筹委会在上海召开。同年7月22日，在北京灯市口公理会教堂举行了“中国基督教全国代表会议”，为争取全国教会的不同宗派都参加三自，会议决定取消“革新”二字，正式定名为“中国基督教三自爱国运动委员会”。
1958年，基督教各教派实行联合礼拜，北京市区60座教堂合并为4座，灯市口教堂为保留下来的东堂（其他三座是南城的珠市口堂、北城的宽街堂、西城的缸瓦市堂）。不久，因进堂人少，赵复三等人决定将大堂转让给东城区教育局，由北京市女子第十二中学初中部使用，但房产并未移交。东城改以米市大街原圣经会作为米市堂，由蒋冀振、赵复三、单天乐负责堂务。1966年文化大革命爆发后，1970年灯市口教堂被东城区教育局拆除。
1990年代，燕京神学院迁址清河，2004年建成了教堂，其教堂系模仿原灯市口教堂建造。

## 建筑
灯市口教堂的主要建筑已在文革中被毁。现存灯市口教堂的附属建筑，位于灯市口北巷15号，是一座中西混合的院落式住宅，坐北朝南，1933年始建，为公理会女神职人员住宅。该院布局对称，融合了中西方建筑风格。院门是中式大门。院内正中是勾连搭式灰筒瓦硬山顶建筑，原为小礼拜堂，面阔三间，坐南朝北，南出抱厦与影壁相连。进入大门，正中是青砖水泥砌成的一字素心影壁，左右各开一随墙月亮门通向内院，月亮门的拱券用精琢石料垒砌而成。院内北面是一座砖木结构楼房，为女神职人员住所，灰砖墙面，硬山顶，中间是三层，两侧是两层，楼房东南角砖垛基石上刻着“世一千九百三十三年，有基督耶稣自己为房角石，中华民国廿二年五月三日立”的字样。2012年，这组位于灯市口北巷15号的附属建筑以“基督教公理会旧址”之名被列为北京市东城区普查登记文物。